# Abel Manta

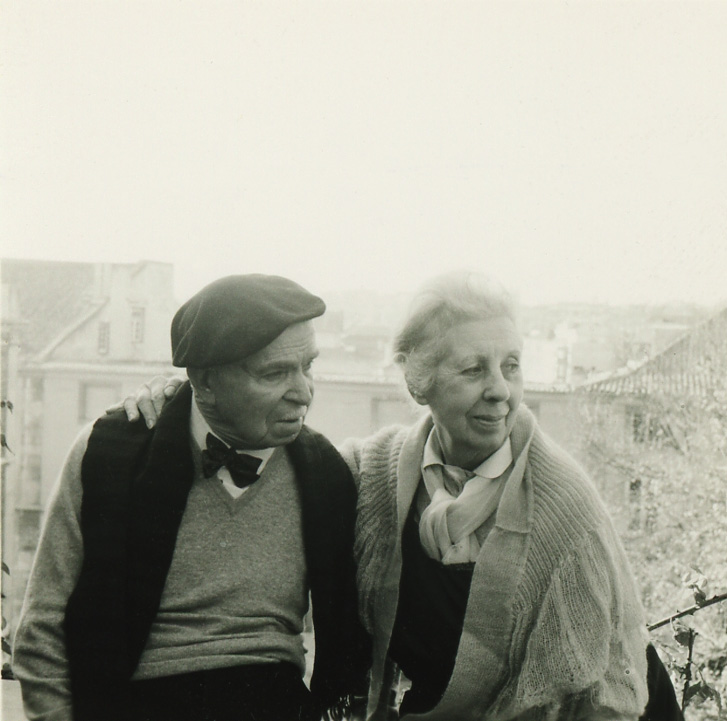
Abel Manta mit seiner Frau

Abel Abrantes Manta (* 12. Oktober 1888 in Gouveia, Distrikt Guarda, Portugal; † 9. August 1982 in Lissabon, Portugal) war ein portugiesischer Maler.

## Leben
Der schon als Jugendlicher künstlerisch sehr talentierte Manta zog 1904 nach Lissabon, wo er unter dem Naturalisten Carlos Reis die Escola das Belas Artes von 1908 bis 1915 besuchte.
1919 zog er nach als Stipendiat nach Paris, wo er sich 1921 mit Dordio Gomes befreundete. Zwischen 1921 und 1923 diverse Ausstellungen in Paris, 1923 in Rouen, erste Ausstellung in Lissabon 1925. 1926 kehrte er nach Portugal zurück. Dort war er zunächst bis 1934 als Lehrer für Technisches Zeichnen in Funchal. Von 1934 bis 1958 war er Dozent für Kunstmalerei an der Escola de Artes Decorativas Antonio Arroio. 1929 Ausstellung in Sevilla.
1927 heiratete er die Malerin Clementina Carneiro de Moura, mit ihr hatte er einen Sohn, den bekannten Maler und Karikaturist João Abel Manta.
Hochbetagt starb er am 9. August 1982 im Alter von 93 Jahren in Portugals Hauptstadt Lissabon.

## Werk
Manta kümmerte sich nicht um nationale oder internationale Stil- oder Avangardefragen, sondern malte, was er wollte und ihn interessierte. Er war Stillleben-, Stadt- und Landschaftsmaler mit Schwerpunkt Lissabon und auch Porträtist und einer der ersten Aktmaler Portugals. Stilistisch wurde er vor allem von Naturalismus und Impressionismus geprägt, sein Vorbild war Paul Cézanne.
Als Porträtmaler konnte er einige bedeutende Gestalten malen: die Schriftsteller Aquilino Ribeiro und José Régio, der Maler Roque Gameiro, der Bildhauer Joao da Silva sowie der Geiger Rene Bohet.
Sein bekanntestes Bild ist das Gemälde Jogo da Dama (Damespiel) aus dem Jahre 1927.
Das Aktbild Nuo 1931 zeigt eine reifere Frau nackt, man sieht aber weder die Brüste noch die Geschlechtsteile, da sie von der Seite gemalt wurde. Es war einer der ersten Akte in der Geschichte der Malerei in Portugal.
International bekannt wurde er durch die Teilnahme an den Kunstbiennalen von São Paulo 1955 und Venedig 1958 sowie an der Weltausstellung 1937 in Paris, wo er Bilder im portugiesischen Pavillon ausstellte. Auch in Brüssel 1959 stellte er aus.
Als Mensch und Künstler war Manta eher eigenwillig: er bezeichnete sich als Kosmopolit und galt als psychisch sehr ausgeglichen. Immer wieder wiederholte er, dass er male, nicht um reich und berühmt zu sein, sondern weil es im Freude mache. Galt als sehr stiller und diskreter Mensch.
1965 hatte er eine Gemeinschaftsausstellung mit seinem besten Freund Dordio Gomes.
In seiner Heimatstadt Gouveia ist das Museu de Arte Moderna Abel Manta nach ihm benannt.

## Auszeichnungen (Auswahl)
- Premio Silva Porto, 1942.
- Medaille der Sociedade Nacionale de Belas Artes, 1945.
- 1. Platz bei der Gulbenkian-Stiftung, 1957.
- Ordem do Santiago de Espada (Rang: Kommandeur), 1979.

## Quelle
- Antónia: Cores e cheiros: Abel Manta. In: blogspot.com. 2010, abgerufen am 28. Februar 2021 (illustrierter Blogbeitrag).
- Portugals Moderne 1910–1940. Kunst in der Zeit Fernando Pessoas. Katalog zur Ausstellung in der Schirn-Kunsthalle, Frankfurt a. M. 1997, ISBN 3-908161-04-5, S. 303/304.